# José Fidalgo
José Manuel Fidalgo Soares, conosciuto semplicemente come José Fidalgo, (Lisbona, 5 agosto 1979), è un modello e attore portoghese.

## Carriera
Inizia il suo percorso nel mondo dello spettacolo frequentando dei corsi di recitazione. Comincia la sua carriera giovanissimo in veste di attore teatrale, modello e protagonista di svariati spot pubblicitari. La notorietà gli arriva dal piccolo schermo che lo vede interprete, dall'anno 2000 sino ad oggi, di numerose fiction televisive. Nel novembre 2007, partecipa a Heartango, cortometraggio con Monica Bellucci e per la regia di Gabriele Muccino distribuito da Intimissimi.

## Teatro
- Metropólis, opera di Howard Korder diretta da Peter Baron e presentata per la Companhia de Teatro In Impetus presso il liceo Maria Amália. (1998/1999)
- Auto da Cananeia, opera di Gil Vicente diretta da Maria Emília Correia e presentata per la Companhia de Teatro o Vermelho e o Negro nel convento di D. Dinis a Odivelas. (2000)
- La Ronde, opera di Arthur Schnitzler diretta da Peter Baron e presentata per la Companhia de Teatro In Impetus all'Estefânia Club. (2003)
- 1755 - O Grande Terramoto, opera con la regia di Jorge Fraga portata in scena al Teatro da Trinidade (2006)

## Cinema
- Fascinio, lungometraggio diretto da Jose Fonseca e Costa, nel ruolo di Bernardine (2003)
- Joseph, film diretto da Marc Ângelo; una produzione FF Films per la televisione francese (2005)
- Anita na Praia, cortometraggio diretto da Anabela Teixeira (2004)
- Marginal 5, lungometraggio con la regia di Hugo Diogo, nel ruolo di Carlos; produzione Costa do Castelo Films (2007)
- Hearth Tango, con Monica Bellucci, cortometraggio, regia di Gabriele Muccino (2007) distribuito da Intimissimi

## Televisione
- Presentatore del programma Disney Club sul canale RTP (2000-2001)
- Olhar da Serpente, telenovela diretta da Alvaro Fugulin e Nuno Vieira, nel ruolo di António; produzione NBP per SIC (2002/2003)
- Ana e os Sete, telenovela diretta da António Moura Matos e Carlos Neves, nel ruolo di guest star; produzione NBP per TVI. (2003/2004)
- Queridas Feras, telenovela diretta da Manuel Amaro Costa, nel ruolo di Alexander Master; produzione NBP per TVI (2004)
- Inspector Max, serie TV diretta da Carlos Neves e Atílio Riccó, nel ruolo di guest star; produzione NBP per TVI (2004)
- Ninguem como Tu, telenovela coordinata da Andre Cerqueira, nel ruolo di Miguel; produzione NBP per TVI (2004/2005)
- Maré Alta, serie TV con la regia di Jorge Marecos, nel ruolo di guest star; produzione SP Films per SIC (2004)
- Ines, serie televisiva diretta da João Cayatte, nel ruolo di Pêro Coelho; produzione Antinomy per RTP (2005)
- Tempo de Viver, telenovela coordinata da Andre Cerqueira, nel ruolo di Bruno Santana; produzione NBP per TVI (2006/2007)
- Fascínios, telenovela TVI (2007/2008)
- Deus Salve o Rei, telenovela (2018)